# Five Nights at Freddy's: Into the Pit
Five Nights at Freddy's: Into the Pit es un juego de terror de acción y aventuras en 2D inspirado en la historia conocido con el mismo nombre, "Into the Pit", el juego fue creado a partir de la serie de libros Fazbear Frights. Su lanzamiento fue 7 de agosto de 2024, como parte de las celebraciones del décimo aniversario de Five Nights at Freddy's . 
Basado en la historia de Scott Cawthon y Elley Cooper, el juego es una adaptación de la novela gráfica. Desarrollado por Mega Cat Studio, exige que los jugadores se cuelen en Freddy Fazbear's Pizza para reunir pistas y resolver el misterio de la extraña pizzería y el secreto que vive en ella, mientras evita al Conejo Amarillo.  El juego da un salto en el tiempo a través de un portal secreto en la piscina de pelotas que lleva a una pizzería en decadencia. El jugador debe resolver acertijos, reunir pistas y escapar de la criatura animatrónica que le persigue a través de ambos universos, con el fin de salvar a sus amigos y familia.

## Resumen
Five Nights at Freddy's: Into the Pit es la nueva entrada de la franquicia Five Nights at Freddy's y siendo el primer jurlgo a adaptar una historia de sus extensos libros. El título permite los jugadores experimenter el primer cuento de la serie Fazbear Frights, "Into the Pit". Se han realizaron algunos cambios para adaptar el juego del libro a una experiencia interactiva, como la división de la narrativa y modificaciones en la historia y las cinco noches clásicas. Sin embargo, otras adiciones ofrecen un enfoque más profundo para explorar la narrativa, permitiendo que el juego "Into the Pit" crear nuevos enforques para transformar el juelgo en algo único.
Into the Pit recrea de forma original toda la historia del libro original, su reinterpretación más fiel y destacada del cuento original, aunque tiene unaudiencia diferente al del libro. La responsabilidad de presentar la franquicia a una nueva audiencia no limita sus referencias,  permitiendo el título incorpore una serie de elementos narrativos y ambientales que lo conectan con universo más amplio de FNAF. Al hacerlo, expande el papel de la historia original, arraigando más profundamente la tradición, los personajes y los secretos de la serie en la búsqueda de Oswald. 

## Desarrollo
Un juego no compartido por Scott Cawthon se filtró en enero de 2024. Un tráiler de un juego basado en la historia de Fazbear Frights: Into the Pit mostró un nuevo enfoque del juego de FNAF en estilo de 16 bits, con jugabilidad de desplazamiento lateral ambientada en Jeff's Pizza. Scott Cawthon se dirigió al subreddit de FNAF para abordar la filtración. "No es necesario mantener todo en secreto", escribió. "¡Está bien! Sí, Intenté guardar silencio al respecto por un tiempo más, pero ahora que ha salido, está bien. He estado trabajando en ello desde hace un tiempo, de hecho, y estoy muy orgulloso del producto final. ¡Será un juego del décimo aniversario!".  En junio de 2024, Five Nights at Freddy’s: Into the Pit, desarrollado por Mega Cat Studios, fue compartido para las consolas PS5, Xbox Series, PS4, Xbox One, Switch y PC.  A principios de agosto, se llevó a cabo el evento del décimo aniversario de FNAF, donde se programaron diversas actividades. Entre el 1 y el 8 de agosto habría secuelas, spin-offs, productos y hasta el anuncio de la segunda película de FNAF, y el 8 de agosto se lanzaría Five Nights at Freddy's: Into the Pit. 

### Lanzamiento
Five Night at Freddy's: Into the Pit había sido programado para ser lanzado el 8 de agosto de 2024, el día del lanzamiento del primer juego de FNAF. Sin embargo, con el accidente del juego que se lanzó antes en Japón, el juego fue lanzado más tarde. Luego fue lanzado el 7 de agosto de 2024, luego compartido con Japón, para la consola Nintendo Switch  y luego fue lanzado a todos, solo para PC, el 27 de septiembre fue lanzado para otros medios de consola PlayStation 5, Xbox Series, PlayStation 4., Xbox One y Nintendo Switch . 

## Jugabilidad
Five Nights at Freddy's: Into the Pit tiene otro formato de juego presentado, diferente a otros juegos de la franquicia. con un formato de vista lateral, el jugador explorar escenarios, durante cinco noches, con desafíos y recogiendo pistas, mientras escapas del Conejo Amarillo, más conocido como "Spring Bonnie".  Este enfoque requiere que el jugador se esconda en cofres, armarios y debajo de las mesas. Además, es necesario prestar atención a las decisiones a lo largo de la campaña, ya que cada elección puede influir en el destino de la familia del personaje y de sus hijos del pasado, dando lugar a múltiples finales. 

## Historia
Seguimos a un niño llamado Oswald, con solo diez años, ¿Quién necesita que suceda algo interesante en su ciudad?. Después de esconderse en una vieja y sucia piscina de pelotas en su pizzería local, Oswald se encuentra misteriosamente transportado a través del tiempo 33 años atrás, y emerge en Freddy Fazbear's Pizza . Si bien, al principio, este descubrimiento es interesante y divertido., finalmente descubre que algo siniestro está sucediendo dentro del extraño establecimiento y Se encuentra en peligro y necesita encontrar una manera de sobrevivir.  Desafortunadamente, Oswald llega el fatídico día en que Spring Bonnie asesinó a seis niños, lo que lo obligó a huir de regreso a la piscina de pelotas.
Después de intentar explicarle a su padre toda la situación, pero Spring Bonnie sale de la piscina, arrastrando a su padre al pasado y reemplazándolo en el presente. Con Spring Bonnie persiguiéndolo, Oswald debe Necesidad de encontrar soluciones para salir de casa., regresar al pasado y poner fin a la cadena de eventos que comenzó. 
Five Nights at Freddy's: Into the Pit recibió críticas positivas   En el agregador de reseñas Metacritic, que tiene una forma de asignar una calificación de 0 a 100 de publicaciones profesionales, el juego permanece un promedio ponderado de 87 para su versión para PC, basado en 9 reseñas profesionales. 
en el sitio web Steam, Five Nights at Freddy's: Into the Pit se actualmente tiene un promedio de 95% o 10 sobre 10, mostrando críticas "extremadamente positivas".  y muchos lo elogiaron por su atmósfera espeluznante y su escalofriante interpretación de la franquicia Five Nights at Freddy's . 
Hannah Adkins de Comicbook le dio 5 de 5 estrellas en su reseña, calificándolo considerando uno de los mejores de la franquicia en los últimos años. Hannah describió el juego como "lleno de suspenso, interactivo y divertido". 
Brie Hoban de Game Rant elogió el juego, calificándolo de "excepcional para la franquicia" y escribió que "con sus espléndidos gráficos, rica fluidez de juego y un sonido inquietantemente realista, El título lo delata todo y más, marcando el décimo aniversario de FNAF con una experiencia como ninguna otra". antes." 
Marc Catalano de Keengamer, por otro lado, le dio un 7 sobre 10, señalando en su reseña que "A algunos les gustará, otros lo ignorarán como siempre lo hacen.", y siguió con "El juego tiene mucha grandeza, especialmente en el sonido y el diseño de personajes, pero realmente flaquea al final con poco aumento de sustos y ninguna resolución que valga la pena". 

### Ventas
En su lanzamiento, para la versión para PC, Five Nights at Freddy's: Into the Pit, lo tuvo genial 6636 jugadores jugando al mismo tiempo en la plataforma Steam el 7 de agosto de 2024.  En total, el juego tiene una estimación de 241.000 juegos vendidos en steam, hasta 11. En noviembre de 2024, se estima que el juego ganó más de más de 3,5 millones de ingresos brutos . 

## Impacto
Luego del éxito de crítica y público de Five Nights at Freddy's: Into the Pit, es de esperar que Mega Cat Studios puede traer más juegos inspirados en la franquicia de Five Nights at Freddy's.   Brad Lang de Screen Rant declaró: "Dado que la segunda película de acción real debutará en 2025, Tendría sentido lanzar más juegos de estos libros, ya que tenemos otra película esperando. Queda por ver si eso sucederá o no". ". 
La desarrolladora Mega Cat Studios, responsable del juego,Obtuve todo el reconocimiento de todos los jugadores.  Siddharth Patil de "sportskeeda" disfrutó del juego y comentó: "Si Mega Cat Studios tiene la intención de rehacer la antología Fazbear Frights, Estaré esperando todo el tiempo que necesites".  Game Pressure identificó el cuidado puesto en los gráficos del juego y señaló que "el diseño gráfico de Five Night at Freddy's: Into the Pit se creó utilizando la técnica del pixel art, artes que Mega Cat sabe muy bien como trabajar en ello".  Hannah Adkins de Comicbook apreció el gran cuidado de Mega Cat en Into the Pit, demostrando aclamación y citando: "Animación y genial para todos los demás juegos, estoy ansiosa y esperanzada por todo lo que pase., sino que también tengo la esperanza de que podamos verlos continuar lanzando juegos Five Nights at Freddy's". 
Para la comunidad de Five Nights at Freddy's, Into the pit fue algo grande y diferente.  Lauren Beeler-Beistad de Game Rant señaló que Into the Pit se convirtió en algo que todos querían, citando que "FNAF: Into the Pit uno de los juegos más poderosos creados por la serie, después de todos los aplausos el juego por su compleja historia que diferencia de otras entradas”.  Kayleigh Partleton de pockettactics declaró: "Recomiendo encarecidamente Into the Pit no sólo a los fanáticos de Five Nights at Freddy's, pero también para todos los que quieran disfrutar de algo genial creado para los fans.". 